# Zimbabwaanse Onafhankelijkheidsoorlog
De Zimbabwaanse onafhankelijkheidsoorlog, de Tweede Chimurenga of de Rhodesische Bosoorlog (Engels: Rhodesian Bush War) was een burgeroorlog die volgde op de dekolonisatiegolf van de jaren 50 van de 20e eeuw. De oorlog werd gevoerd van juli 1964 tot december 1979. Drie partijen namen het tegen elkaar op voor de heerschappij van Rhodesië, het huidige Zimbabwe. Aan de ene zijde was er de Rhodesië regering onder leiding van Ian Smith, deze verdedigde de belangen van de blanke minderheid. Een andere betrokkene groepering was het ZANLA of Zimbabwaanse Afrikaanse Nationale Bevrijdings Leger, dit was de militaire vleugel van Robert Mugabe's partij ZANU of de Zimbabwaanse Afrikaanse Nationale Unie. De derde partij was het ZIPRA of het Zimbabwaanse Revolutionaire Volksleger van Joshua Nkomo's Zimbabwaanse Afrikaanse Volksunie of het ZAPU.

## Achtergrond
De wortels van de Zimbabwaanse onafhankelijkheidsoorlog bevonden zich in het koloniale verleden van het land. Blanke Britse en Zuid-Afrikaanse kolonisten begonnen er zich te vestigen in de jaren 90 van de 19e eeuw. De zwarte bevolking werd er, zoals in bijna alle kolonies in Sub-Sahara Afrika, onderdrukt. In 1923 werd het een volwaardig bestuurbare Britse kolonie met een blanke minderheid aan de macht.
De speech in het Zuid-Afrikaanse parlement van de Britse Eerste Minister Harold Macmillan in 1960 zorgde voor veel bezorgdheid bij vooral de blanke Zimbabwaanse bevolking. Ze vreesde dat als de inheemse bevolking aan de macht zou komen er chaos volgt, net zoals na de Congolese onafhankelijkheid. Op 11 november 1965 verklaarde Rhodesië zich zonder toestemming van het Verenigd Koninkrijk onafhankelijk. De blanke minderheid probeerde zo aan de NIBMAR of No Independence before majority rule, geen onafhankelijkheid zonder macht van de meerderheid te ontkomen. Rhodesië heeft echter nooit formele erkenning gekregen van enig land. Toch kreeg het officieuze steun van Portugal (het moederland van het aangrenzende Mozambique en thuisland van de dictator Salazar) en buurland Zuid-Afrika (destijds het land van de apartheid).
Gedreven door de sociaal-economische wantoestanden brak er overal in het land gewapend verzet uit onder de zwarte bevolking. De zwarte nationalistische onafhankelijkheidsbeweging ZANU splitste zich af van ZAPU, deels door het etnische conflict tussen de Shona (ZANU) en de Noord-Ndebele (ZAPU). Ook de Koude Oorlog sluimerde het land binnen, internationale inmenging nam vooral toe in de jaren 70. China en de Sovjet-Unie steunden elk een nationalistische factie. Zelfs Noord-Korea leidde opstandelingen op. Daarnaast trainden er guerrillero's in Tanzania, Ethiopië en Libië. Zuid-Afrika steunde dan weer in het geheim de Rhodesische regering.

## Betrokkenen

### De Rhodesische Veiligheidstroepen
Ondanks de economische en diplomatieke sancties kon Rhodesië toch over aanzienlijke militaire capaciteiten beschikken. Het leger werd opgericht in 1964 en bleef loyaal aan het regime na de onafhankelijkheid van 1965. Het was echter een relatief klein leger met slechts 3.400 reguliere troepen in 1970, maar naar het einde van de burgeroorlog was het gegroeid tot een leger van 10 800 manschappen ondersteund door 40.000 reservisten. De elite-eenheden zoals de Rhodesische SAS en de Rhodesische Lichte infanterie waren volledig blank, terwijl tegen 1978-1979 het merendeel van het gewone leger zwart was. De reservisten waren dan weer voornamelijk blank maar naar het einde van de oorlog werden ze meer en meer opgeroepen om de opstanden te onderdrukken. Er waren ook volledig zwarte eenheden, zoals de Rhodesian African Rifles. De Rhodesische troepen kregen ook steun van de paramilitaire Britse Zuid-Afrikaanse Politie. Ook kon het Rhodesische leger rekenen op heel wat buitenlandse vrijwilligers uit Groot-Brittannië, Ierland, Zuid-Afrika, Portugal, Hongkong, Canada, Australië, Nieuw-Zeeland en de Verenigde Staten.
Ondanks de sancties en het wapenembargo was het Rhodesische leger goed uitgerust. Zo kon het beschikken over Belgische FN FAL geweren en van het Portugese leger afkomstige H&K G3 geweren. Door de reservisten werden er oudere wapens gebruikt, meestal van Britse makelij zoals de Lee-Enfield, Bren LMG en Sten SMG. Ook bestond er een Rhodesische luchtmacht, namelijk de RhAF. Naast de verouderde Douglas Dakota en De Havilland Vampire kon Rhodesië ook beschikken over Hawker Hunter-bommenwerpers, Canberra-bommenwerpers, Cessna Skymasters, Alouette III-helikopters en Augusta Bell 205's. Er werden zelfs Augusta Bell UH-1-helikopters binnengesmokkeld. De Rhodesische troepen maakten vaak zelf gepantserde voertuigen met behulp van de onderdelen van verschillende trucks. Via Zuid-Afrika kwamen verschillende Poolse T-55, die bestemd waren voor Idi Amin's regime, bij het Rhodesische leger terecht.

### Nationalistische Guerrilla troepen
Er waren twee grote opstandellingengroepen die rebelleerden tegen het Rhodeschische bewind van Ian Smith. Enerzijds was er het ZANLA of Zimbabwaanse Afrikaanse Nationale Bevrijdings Leger, dit is de militaire vleugel van Robert Mugabe's partij ZANU of de Zimbabwaanse Afrikaanse Nationale Unie. Anderzijds was er het ZPRA, of het Zimbabwaanse Revolutionaire Volksleger van Joshua Nkomo's Zimbabwaanse Afrikaanse Volksunie (of ZAPU). Beiden probeerden om steun te winnen en vechters te rekruteren bij de zwarte lokale boerenbevolking. Ze viseerden allebei de blanke minderheid en vochten soms zelfs onderling om regionale macht.

#### ZANLA
Het ZANLA was de beweging achter de partij van Robert Mugabe. De beweging werd opgericht door de Shona sprekende etnische groepen. Het ZANLA kreeg geldelijke steun van China en had goede banden met FRELIMO, de onafhankelijkheidsbeweging in Mozambique. Deze groepering wou de Rhodesische economie lam leggen door antitankmijnen onder de wegen aan te brengen. Het ZANLA groeide uit tot een rebellenbeweging van 25 500 manschappen.

#### ZIPRA
Het ZIPRA was de beweging achter de partij van Joshua Nkomo. De beweging werd opgericht door de Noord-Ndebele sprekende etnische groepen. De beweging had basissen in Zambia waar 1.400 Sovjet-, 700 Oost-Duitse en 500 Cubaanse instructeurs de rebellen trainden. Vanuit Zambia wou het ZIPRA een conventionele invasie uitvoeren in Rhodesië. De strategie bestond er in te wachten tot het ZANLA het Rhodesische leger zou verslaan om dan zelf het veel lichter bewapende ZANLA te verdrijven. Het ZIPRA had enkele vliegtuigen en voertuigen tot haar beschikking om deze strategie van Storming the Heavens uit te werken. Ondertussen bleef het ZIPRA wel kleinschalig aanwezig in Rhodesië, waar het verkenningen uitvoerde, boeren contacteerde en af en toe in aanvaring kwam met het ZANLA. De aanwezigheid van het ZIPRA zorgde voor instabiliteit in Zambia en door de vreedzame machtsoverdracht kwam er nooit een invasie.

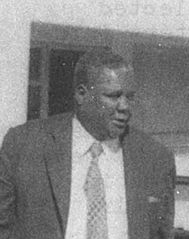
Joshua Nkomo in 1975

## Verloop van de oorlog

### Eerste fase (1964-1972)
Nadat ZANU-opstandelingen een vertegenwoordiger van Silverstreams Wattle Company vermoorden, laat Ian Smith politieke leiders van de ZANU en ZAPU gevangenzetten. ZANLA opstandelingen begonnen langzaam frequenter aanvallen uit te voeren. De unilaterale onafhankelijkheidsverklaring van Rhodesië in 1965 doet de spanningen stijgen. Het door de VN opgelegde embargo zorgde ervoor dat Rhodesië via Zuid-Afrika aan haar voorraden moest zien te geraken. De internationale wapensmokkel deed zijn intrede in het gebied. Het Rhodesische leger nam permanente verdedigingsposities in aan de grens met Zambia. Om de 8 km werden kampen voor 30 man opgericht. Mobiele interventieteams ondersteunden de kampementen. Tussen 1966 en 1970 werden 175 rebellen het slachtoffer van deze verdedigingslinie. Maar ook buiten haar grenzen kon Rhodesië de opstandelingen treffen. Met de toestemming van Portugal achtervolgde de Rhodessische SAS verschillende opstandelingen tot in Mozambique. Rhodesië komt uit de eerste fase als overwinnaar, inbraken van rebellen werden keer op keer neergeslagen.

### Tweede fase (1972-1979)
Ondanks grote verliezen tijdens de eerste fase van de burgeroorlog, gingen vooral de ZANLA-rebellen door met hun acties. Door de FRELIMO-opstand in Mozambique verloor Portugal zijn greep op dat land. De grens van Rhodesië met Mozambique was moeilijk te verdedigen voor de Rhodesische veiligheidstroepen. In 1975 nam FRELIMO Mozambique officieel over, wat voor Rhodesië een serieuze opdoffer is. Tegen 1976 beseft ook Ian Smith dat hij de macht van de meerderheid niet langer kan uitstellen. Ian Smith aanvaarde enkele basiselementen in de voorstellen van VS-staatssecretaris Henry Kissinger, om binnen de twee jaar ook de zwarte bevolking te laten stemmen. Ondertussen gaf hij de Rhodesische Veiligheidstroepen de opdracht om het ZANLA en het ZIPRA zo veel mogelijk te verzwakken. Op 9 augustus reden 72 Rhodesische elite-troepen vermomd als FRELIMO-strijders richting een trainingskamp van het ZANLA. Met een list wisten ze zich op het paradeplein te begeven, waarna ze het vuur openden op de aanwezige ZANLA-strijders en vluchtelingen. Het dodental bedroeg duizend man, tegenover slechts vier gewonden van het Rhodesische leger.
Tegen 1977 waren de opstandelingen veel beter georganiseerd. De oorlog nam drastische vormen aan, rebellen pleegden aanslagen op winkels en boerderijen van de blanke bevolking en collaborerende zwarte bevolking. Burgerslachtoffers namen toe. Het Rhodesische leger bezette zelfs Mapai in 1977, maar onder internationale druk trok het zich terug. Tegen 1979 waren er 12 500 guerrillero's aanwezig in Rhodesië. De economische malaise en het vijandige platteland zorgden ervoor dat de blanke minderheid massaal emigreerde. In september 1978 slaagde zij erin Air Rhodesia-vlucht 825 uit de lucht te schieten, waarbij 44 passagiers en 4 bemanningsleden het leven verloren. Een klein half jaar later, in februari 1979, onderging Air Rhodesia-vlucht 827 hetzelfde lot, ditmaal met 59 doden tot gevolg. De Rhodesische premier Ian Smith reageerde door de op dat veelbelovende gesprekken met Joshua Nkomo stop te zetten en verschillende vluchtelingenkampen in Zambia en Mozambique binnen te vallen, waar volgens Smith de rebellen zich schuil hielden. Dit leidde tot een aantal doden onder de vluchtelingen.
De oplossing was een tegemoetkoming aan de politieke eisen van de gematigde zwarte nationalisten. Dit leidde uiteindelijk tot de oprichting van Zimbabwe-Rhodesië. Bij de verkiezingen van 24 april 1979 werd bisschop Abel Muzorewa de eerste zwarte premier. Internationaal waren er gemengde gevoelens bij deze nieuwe staat. Margaret Thatcher nodigde alle betrokkenen, ook de nationalistische leiders van ZANU en ZAPU, uit voor een vredesconferentie in Londen.

## Afloop en gevolgen
De uitkomst van de vredesconferentie zou bekend komen te staan onder de Overeenkomst van Lancaster House. De Zimbabwe-Rhodesische regering stemde in met het streven naar nieuwe algemene verkiezingen en in ruil hiervoor staakten het ZANLA en ZIPRA de strijd. Vervolgens werden ook de economische sancties opgeheven. De verkiezingen van 1980 brachten Robert Mugabe, de leider van het ZANU, aan de macht. Het Rhodesische leger beschuldigde Robert Mugabe echter van verkiezingsfraude, maar hun geplande coup voerden ze nooit uit. Op 18 april 1980 kreeg het land zijn officiële onafhankelijkheid en internationale erkenning. In de jaren nadien verstevigde Robert Mugabe zijn macht over het land. In 1981 en tussen 1982 en 1985 braken er onlusten uit tussen ZANLA- en ZIPRA-eenheden. De Rhodesische hulp tijdens de Zimbabwaanse onafhankelijkheidsoorlog aan de rebellen van het RENAMO zorgde voor een nieuwe burgeroorlog in Mozambique. Deze oorlog duurde van 1977 tot 1992 en kostte aan 1 miljoen mensen het leven.